# Гулий Максим Федотович
Гу́лий Максим Федотович (3 березня 1905, Нова Басань, Козелецький повіт, Чернігівська губернія, Російська імперія (нині Ніжинський район, Чернігівська область, Україна) — 23 травня 2007, Київ, Україна) — український біохімік.
Чоловік Марії Коломійченко, батько Надії Гулої, дід Максима Стріхи. Доктор біологічних наук (1942), професор (1945), академік АН УРСР (1957; 1958—1962 — її віцепрезидент). Заслужений діяч наук УРСР (1956). Сталінська премія (1952), Державні премії УРСР у галузі науки і техніки (1978, 1985), премія ім. О. Палладіна АН УРСР (1974). Герой України (2005). Орден князя Ярослава Мудрого 5-го ступеня (2000). Державні нагороди СРСР. Найстарший нагороджений званням герой України.

## Біографія
Народився 18 лютого (3 березня) 1905 року в селі Нова Басань Козелецького повіту Чернігівської губернії (нині Ніжинський район Чернігівської області). У 1929 році закінчив Київський ветеринарно-зоотехнічний інститут. Від 1932 року — в Інституті біохімії НАН України (Київ): 1950—1988 — завідувач відділу біосинтезу і біологічних властивостей білків, 1972—1977 — директор, від 1988 — радник при дирекції; водночас 1944—1971 — завідувач кафедри біохімії Української сільськогосподарської академії (Київ). Був президентом Українського біохімічного товариства (1976—1987; від 1992 — його почесний президент). Досліджував проблеми сучасного функціонування біохімії та молекулярної біології, пов'язані з регуляцією біосинтезу білків, ліпідів та вуглеводів; структуру та властивості білків; функції та метаболічне значення реакцій трикарбонового циклу; роль вуглекислоти в анаболічних процесах у гетеротрофних організмів. Результати цих робіт лягли в основу створення нових ліків, що знайшли застосування у гематологічних, хірургічних та наркологічних клініках, а також низки препаратів для підвищення продуктивності сільськогосподарських тварин. Автор «Спогадів» (опублікованих у журналі «Сучасність», 2006, № 4), які охоплюють широку панораму українського життя 20 століття.

Могила Максима Гулого

В останні роки жив у центрі Києва з дочкою Надією. Помер 23 травня 2007 року у віці 102 років. Похований в одній могилі з дружиною, професором-біохіміком Марією Андріївною Коломійченко, на Байковому кладовищі (ділянка № 33).

## Праці
- Хімізм біологічного окислення і синтезу жирів та проблема підвищення жирномолочності. К., 1959;
- Биохимия жирового обмена. К., 1961;
- Биосинтез белка. К., 1963;
- Основные метаболические циклы. К., 1968;
- Природа и биологическое значение некоторых метаболических приспособительных реакций организмов. К., 1977;
- Роль углекислоты в регуляции обмена веществ у гетеротрофных организмов. К., 1978 (співавт.);
- О некоторых проблемах биохимии. К. 1997;
- Про метаболічні порушення в організмі тварин при алкогольних інтоксикаціях // Архів психіатрії. 2001. № 4 (співавт.);
- Вплив форміату на обмін амінокислот // УБЖ. 2002. Т. 74, № 4а (співавт.)